# Theobald Beer
Theobald Beer (* 13. April 1902 in Geisenhausen; † 17. April 2000 in Regensburg) war ein römisch-katholischer Priester und Lutherforscher.

## Leben
Von 1922 bis 1932 studierte er Philosophie und Theologie in Freising, Innsbruck und am Institut Catholique de Paris. Schon in Paris faszinierte ihn die mittelalterliche Theologie, weshalb er mit  Martin Grabmann wegen eines Dissertationsthemas in Verbindung trat. Anfang der 1930er Jahre ging Beer in das Bistum Dresden-Meißen. Dort machte er zahlreiche Werkpraktika und empfing 1932 in Bautzen die Priesterweihe. In der Zeit der SED-Diktatur baute er trotz aller Schwierigkeiten von Seiten des totalitären Regimes eine Pfarrei in Leipzig auf. Besonders lag ihm die Berufungspastoral am Herzen. Über Jahrzehnte vertiefte er seine privaten Studien deutscher Theologen in monatlichen Treffen mit evangelischen Theologen, durch die er mit den Schriften Martin Luthers konfrontiert wurde. Luther wurde zum Thema seines Lebens.
Seit 1974 lebte Beer in Regensburg und widmete sich der Lutherforschung. Der damalige Professor Joseph Ratzinger ermöglichte ihm, im Rahmen von Seminaren an der Universität Regensburg mitzuwirken. Beer war Dozent an der Gustav-Siewerth-Akademie und leitete das zur Siewerth-Akademie gehörende Lutherforschungsinstitut. Der Freiburger Kirchenhistoriker Remigius Bäumer ergriff mehrmals zur Verteidigung der Schriften Beers das Wort.
Beer war mit Hans Urs von Balthasar befreundet und korrespondierte ebenso mit Walter Kasper, Henri de Lubac und Remigius Bäumer. Beers Interpretation Ockhams als marginaler Einfluss auf Martin Luther sowie seine Christologieinterpretation wurden heftig kritisiert. Andere Interpreten folgten Beers Auslegung oder stimmten ihm zu, dass der „fröhliche Wechsel und Streit“ der Kern lutherischer Theologie sei.

## Ehrungen
- Päpstlicher Prälat
- Ehrendoktor der Universität Regensburg (1977)
- 2001 wurde in Leipzig-Wiederitzsch eine Straße als Theobald-Beer-Straße benannt.[14]

## Veröffentlichungen (Auswahl)
- Grundzüge des Glaubens. Verlag Habbel, Regensburg 1957.
- Die Ausgangspositionen der lutherischen und der katholischen Lehre von der Rechtfertigung. Münchener Theologische Zeitschrift 1967.[15]
- Der fröhliche Wechsel und Streit. Grundzüge der Theologie Luthers. 2 Bände. St-Benno-Verlag, Leipzig 1974. Neuausgabe im Johannes Verlag 1980.
- Lohn und Verdienst bei Luther. Münchener Theologische Zeitschrift 1977.[16]
- Luthers Theologie – eine Autobiographie. Verlag Gustav-Siewerth-Akademie, Weilheim-Bierbronnen 1995, ISBN 3-928273-50-7.
- Vigilius von Thapsus. Die Disputation zwischen Arius und Athanasius – Luthers erste Klosterlektüre. Verlag Gustav Siewerth-Akademie. Weilheim-Bierbronnen 1999. ISBN 3-928273-86-8[17]
- Erklärungen Martin Luthers zum Brief des hl. Paulus an die Galater. Verlag Gustav-Siewerth-Akademie, Weilheim-Bierbronnen 1998, ISBN 3-928273-90-6.